# Disphragis habilis
Disphragis habilis är en fjärilsart som beskrevs av William Schaus 1906. Disphragis habilis ingår i släktet Disphragis och familjen tandspinnare. Inga underarter finns listade i Catalogue of Life.